# Jaroslav Tůma (partyzán)
Jaroslav Tůma (22. března 1919 Zábřeh – 8. července 1944 Horní Heřmanice) byl český protinacistický odbojář a partyzán.

## Život
Jaroslav Tůma se narodil 22. března 1919 v Zábřehu v rodině četnického strážmistra Václava Tůmy a Marie, rozené Janíčkové. Z důvodu uzavření českých škol nacisty nedokončil středoškolské vzdělání, poté pracoval jako účetní v Knottově mlýně. Byl členem a vedoucím katolického Skauta v Zábřehu. Vstoupil do protinacistického odboje v organizaci Národní sdružení československých vlastenců působící na Zábřežsku a Šumpersku. Na jaře 1944 došlo k jejímu prozrazení a velkému zatýkání. Jaroslav Tůma se něm včas dozvěděl a velitelem organizace Karlem Holoušem uprchl do Výprachtic, odkud se posléze vrátil na Zábřežsko a přidal se místním partyzánům. Díky dobrým znalostem němčiny a dalším schopnostem se stal spojkou mezi jednotlivými partyzánskými skupinami a koordinátorem jejich činností. Dne 8. července 1944 byl společně s Jaroslavem Tannertem zastaven na cestě z Cotkytle u Horních Heřmanic německou četnickou hlídkou. Během konfliktu, který tím byl vyvolán byl Jaroslav Tůma zastřelen, Jaroslavu Tannertovi se zraněnému podařilo uniknout. Tělo Jaroslava Tůmy bylo pohřbeno do neoznačeného hrobu v Horních Heřmanicích, po skončení druhé světové války byly jeho ostatky přeneseny na hřbitov rodném Zábřehu a uloženy v čestném hrobu.

## Posmrtná ocenění

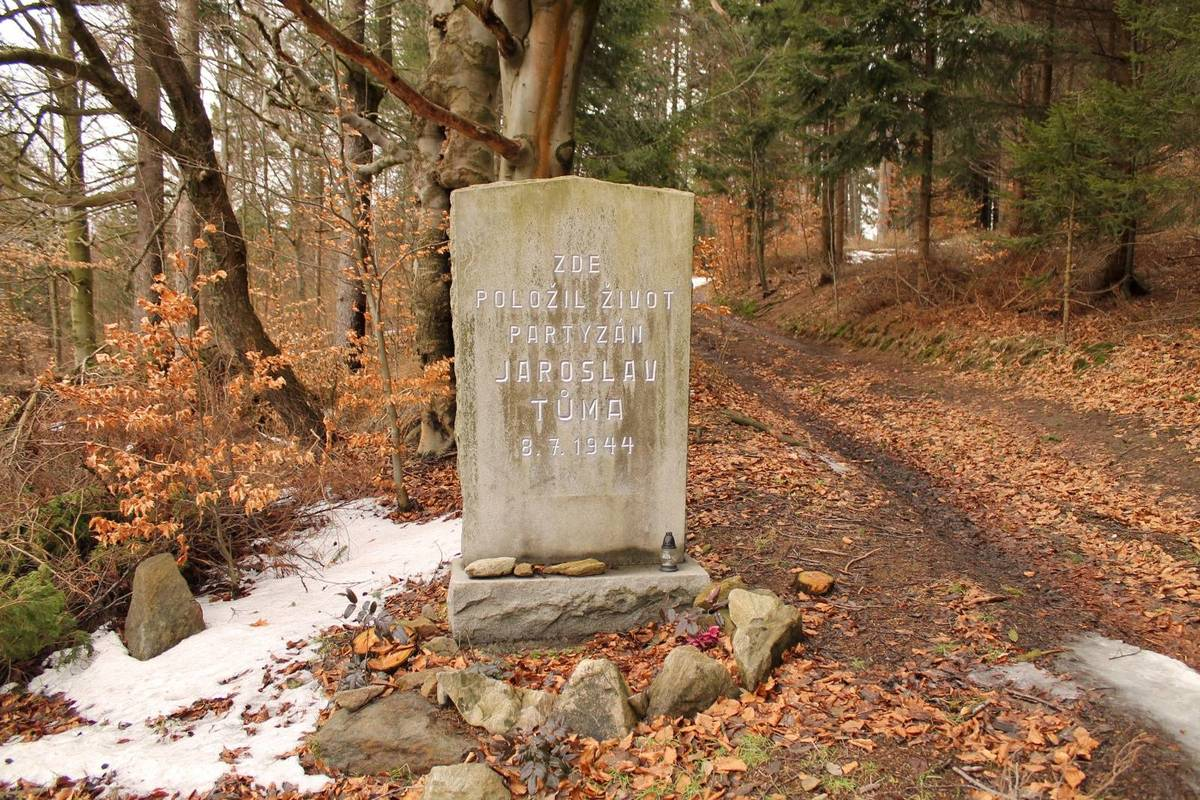
Pomník Jaroslava Tůmy v lese u Horních Heřmanic

- Jaroslavu Tůmovi byl in memoriam udělen Junácký kříž „Za vlast“ 1939–1945
- Jaroslavu Tůmovi byla na domě v Zábřehu v Jiráskově ulici 163/30, kde bydlel, odhalena pamětní deska[2]
- Jaroslavu Tůmovi byl v místě skonu v lese jihovýchodně od Horních Heřmanic postaven pomník[3]